# Halalo
Halalo – miasto w Wallis i Futunie (zbiorowość zamorska Francji); 632 mieszkańców (2006); w dystrykcie Muʻa; przemysł spożywczy, ośrodek turystyczny.